# Nowa Synagoga w Wojsławicach
Nowa Synagoga w Wojsławicach – jedna z dwóch (obok starej synagogi) dawnych głównych synagog wojsławickiej gminy żydowskiej, znajdująca się na rynku.
Synagoga została zbudowana w latach 1890-1894, choć inne źródła podają rok 1903. Podczas II wojny światowej hitlerowcy zdewastowali synagogę. Po 1944 roku, wykorzystywany jako magazyn zbożowy. Na początku lat dziewięćdziesiątych XX wieku, została wyremontowana i przeznaczona na bibliotekę miejską oraz salę konferencyjną. Dawny babiniec służy jako sala wystawowa.
Murowany, orientowany budynek synagogi wzniesiono na planie prostokąta. We wschodniej części znajduje się sala główna, zaś w zachodniej przedsionek, a nad nim babiniec. Z dawnego bogatego drewnianego wyposażenia nic się nie zachowało. Obecnie wewnątrz zachowała się jedynie wnęka po Aron ha-kodesz. Na środku postawiono bimę, która ma za zadanie przypominać o dawnym przeznaczeniu budynku. W dość dobrym stanie zachował się wystrój zewnętrzny synagogi.
W zwieńczeniu elewacji zachodniej data 1903 wypisana literami hebrajskimi, co jest jedną z prawdopodobnych dat budowy synagogi. 

## Galeria

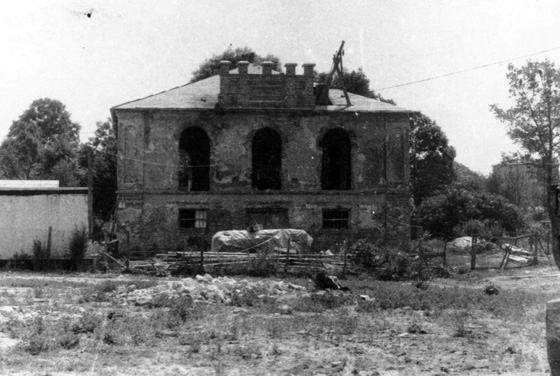
Synagoga przed remontem
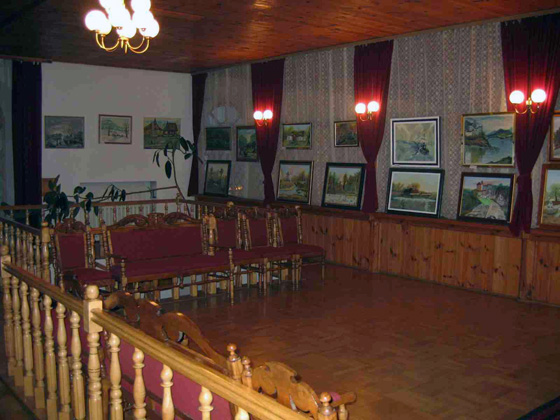
Dawny babiniec
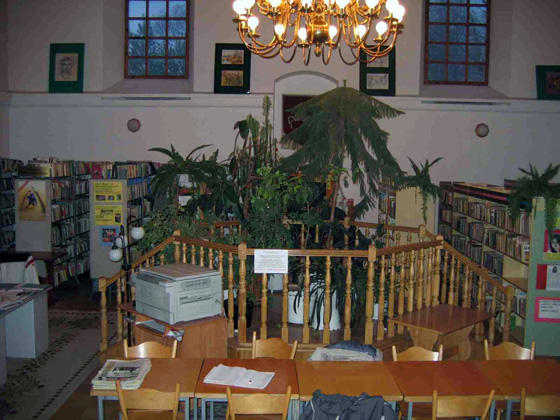
Sala główna z bimą

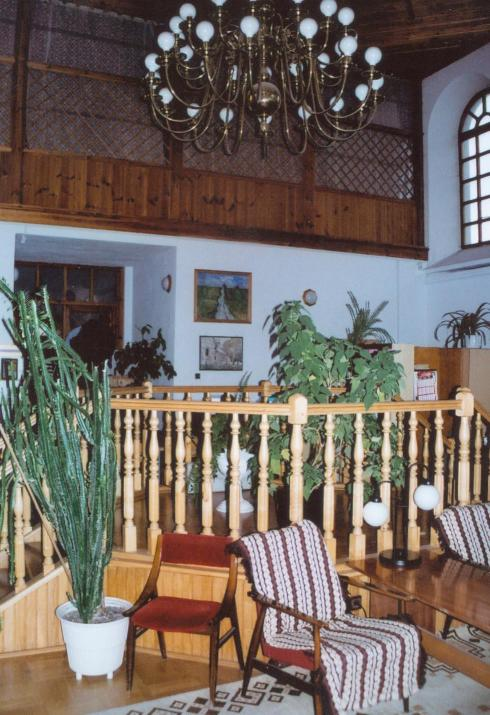
Sala główna
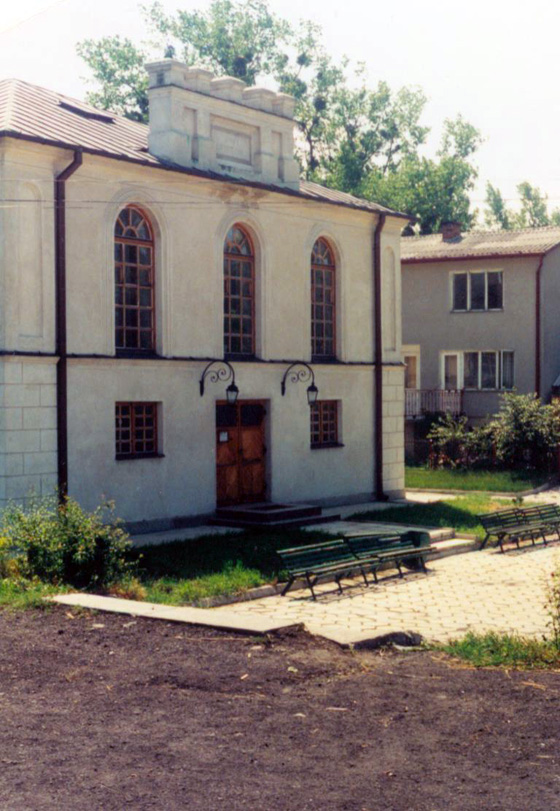
Ściana frontowa synagogi
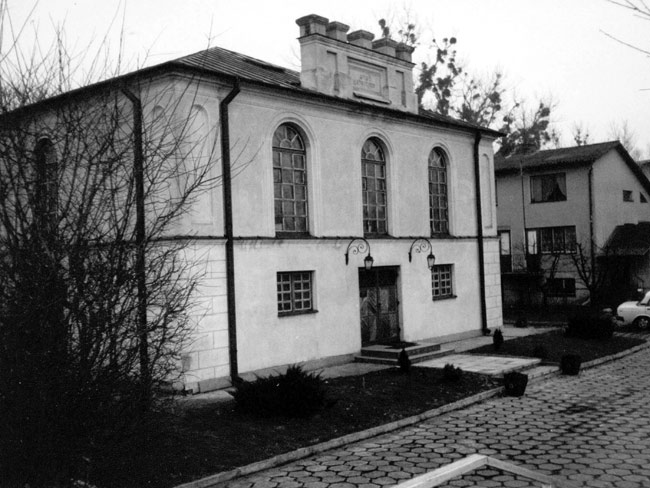
Wojsławice, synagoga (2003 r.)
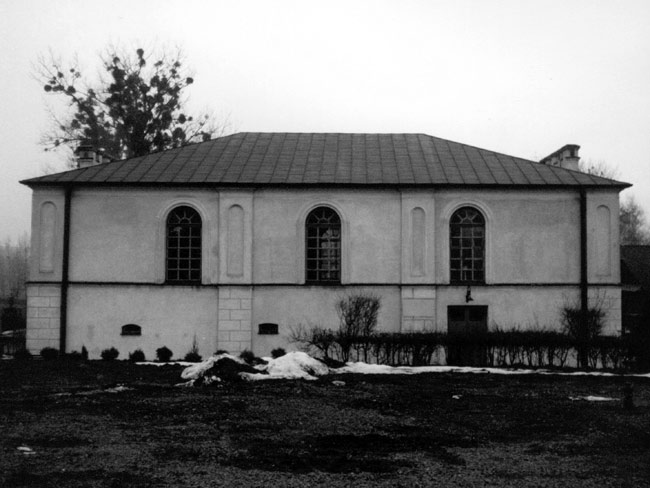
Wojsławice, synagoga (2003 r.)